# Deilephila unicolor
Deilephila unicolor är en fjärilsart som beskrevs av Tutt 1904. Deilephila unicolor ingår i släktet Deilephila och familjen svärmare. Inga underarter finns listade i Catalogue of Life.